# Odontonia simplicipes
Odontonia simplicipes (лат.) — вид морских креветок из семейства Palaemonidae. Видовое название образовано от латинских слов simplex (простой) и pes (нога).
Обитают в тропических водах западной части Тихого океана у берегов Новой Каледонии. Придонный вид. Его охранный статус в настоящее время не оценён, промыслового значения вид не имеет.